# 신아동제사
신아동제사(新亞同濟社)란, 중국 상하이에서 동제사를 기반으로 한국독립운동을 지원한 목적으로 조직된 한,중 협력단체를 말한다.

## 개요
1912년 말경에서 1913년 초 사이에 신규식을 위시한 동제사의 중심세력들이 중국 혁명운동가인 진기미 등과 협력하여 비밀결사인 신아동제사를 조직하였다. 이 단체는 한국독립을 위하여 한국과 중국의 혁명운동 간을 연결하고 양국민의 우의를 증진시켜 상호협조 속에서 혁명운동을 전개하였다.
중국동맹회의 중심인물인 진기미가 신아동제사의 감독을 맡아 이를 이끌어 갔다. 진기미는 당시 상하이 도독으로 중국혁명운동, 특히 상하이혁명당 세력의 주축이었다. 따라서 다수의 혁명파가 가입했다. 신아동제사에 가입한 회원은 쑹자오런, 호한민 등 중국동맹회 회원출신들로 신해혁명에 적극 가담한 인물들이 대부분이다.
신아동제사 감독을 맡은 천치메이는 상하이 지역 신문에 관계하여 언론선전을 통해 한국독립운동을 적극 지지하였고, 진기미는 조선,안남,인도혁명당 인사에 대한 원조와 중국에 있던 한국유학생에 대한 학비를 제공해주기도 했다.
신아동제사는 한국독립운동의 전개를 위한 한,중 양국 혁명운동의 호조기관으로서 결성된 최초의 조직이었다.
대다수의 회원들은 당시 중국혁명세력의 주류를 이어 왔으며, 뒷날 대한민국임시정부가 수립된 후 중국혁명정부와의 긴밀한 유대가 가능할 수 있는 기반을 마련했다.

## 같이 보기
- 동제사
- 신규식
- 진기미
- 한중호조사